# Sweetener
Sweetener (en español: Edulcorante o Endulzante) es el cuarto álbum de estudio de la cantante y compositora estadounidense Ariana Grande, lanzado el 17 de agosto de 2018 bajo el sello discográfico Republic Records. Trabajó producida por Grande, en conjunto con el productor sueco Max Martin y los estadounidenses Pharrell Williams y Savan Kotecha, entre otros y cuenta con colaboraciones de Nicki Minaj, Pharrell y Missy Elliott.. Este es el segundo álbum de Grande (después de Dangerous Woman en 2016) que lleva la etiqueta de contenido explícito debido al lenguaje soez y de doble sentido que contienen algunas canciones a excepción de «No Tears Left to Cry». Sweetener se destaca por abarcar temas como el amor, la recuperación, la excesiva pasión, relaciones tóxicas e insinuaciones sexuales que juegan con el doble sentido. 
Sweetener fue galardonado como «mejor álbum de pop vocal» por los Premios Grammy de 2019. Este álbum contiene la canción más corta de Ariana Grande raindrops (an angel cried) que dura 0:37

## Antecedentes
Tras el lanzamiento del tercer álbum de estudio de Grande, Dangerous Woman (2016), el cual recibió críticas muy positivas, esta confirmó que había comenzado a trabajar en un nuevo álbum. La información fue revelada vía Snapchat. Las sesiones de grabación para este nuevo proyecto musical comenzaron en julio de 2016 y siguieron durante el año.
El 13 de noviembre de 2016, Grande informó mediante un vídeo en Snapchat que su cuarto trabajo discográfico ya había sido finalizado. La cantante siguió diciendo: "No tenía la intención de hacer un álbum. No sé si realmente está terminado; simplemente tengo un montón de canciones que realmente me gustan. He estado trabajando mucho, creando y sintiéndome inspirada". El 10 de enero de 2017, Grande confirmó nuevamente en su cuenta de Twitter que su álbum ya había sido finalizado. Pocos minutos más tarde el tuit fue eliminado.
Durante una sesión de preguntas y respuestas en dos de las paradas que la gira Dangerous Woman Tour hizo en Canadá en marzo de 2017, Grande confirmó que las múltiples canciones que había adelantado durante el verano de 2016, no estarían incluidas en este nuevo disco. En Montreal, la cantante comentó que había estado trabajando con el productor Pharrell Williams durante muchos meses.
En noviembre de 2017 el mánager de Grande, Scooter Braun, contó al portal Variety que el álbum tenía un sonido mucho más maduro que en sus anteriores trabajos: "Es hora de que Ariana cante las canciones que la definen. Whitney, Mariah, Adele, cuando cantan, tienen esa canción tan suya, que les representa totalmente. Ariana tiene una gran calidad vocal. Es su hora para la canción". Williams dijo a Los Angeles Times: "Las cosas que Grande tiene que decir en este álbum, están a otro nivel. Charlie Walk, director de Republic Records, dijo lo siguiente sobre el álbum de Grande: "Ella está haciendo música que no hemos escuchado antes en ella. Está haciendo diferentes tipos de cosas que van a ser muy importantes para la escena musical de 2018".
El 31 de diciembre de 2017, Grande compartió un adelanto de un tema perteneciente a su nuevo álbum en su perfil de Instagram.
El 2 de marzo de 2018 se llevó a cabo una sesión privada para escuchar el álbum en la sede de Republic Records en la ciudad de Nueva York. Grande compartió una imagen de esta en sus historias de Instagram. También fue revelado que Grande coescribió todas las canciones de este nuevo proyecto.
A finales de marzo de 2018, un usuario desconocido colgó un vídeo de aproximadamente un minuto de duración en la plataforma de Twitter donde revelaba que un contacto cercano trabajador en la industria de la música estaba trabajando con la cantante para su nuevo vídeo musical. El usuario reveló que el nuevo sencillo de Grande llevaría el nombre de "No Tears Left To Cry". Dicha información pasó desapercibida hasta el 8 de abril, cuando Grande fue vista en Disneyland Anaheim vistiendo una sudadera de color gris donde se leía el título que el usuario anteriormente había desvelado pero estilizado de manera que se leía al revés en el frente de esta. Un día más tarde, Variety informó que Grande estaba lista para lanzar el primer sencillo de su próximo cuarto álbum el 27 de abril. Sin embargo el 16 de abril de 2018 el mismo portal informó que el lanzamiento del sencillo sería adelantado una semana debido al lanzamiento del álbum Labelmate del rapero Post Malone el 27 de abril. El 17 de abril de 2018, Grande confirmó todos estos rumores.
El 1 de mayo de 2018, durante la aparición de Grande en The Tonight Show presentado por Jimmy Fallon, la cantante anunció que su álbum se llamaría Sweetener. Dijo que decidió bautizarlo con dicho nombre ya que este "es como llevar la luz a una situación, a la vida de alguien, o que otra persona ilumine la tuya". El 29 de mayo, Grande anunció mediante Twitter que Sweetener tendría un total de 15 canciones de las cuales 3 serían en colaboración con otro artista. El 2 de junio la cantante anunció en una entrevista que el primer sencillo promocional del álbum, "The Light Is Coming" en colaboración con la rapera Nicki Minaj saldría a la venta el 20 de junio junto a la preventa del disco. El 12 de junio, Grande creó una cuenta de Instagram la cual usó para revelar la portada de su nuevo álbum publicando diariamente una parte de la portada del disco. La publicación de la portada al completo iba a tener lugar el 20 de junio pero debido a la filtración de esta en ITunes, la cantante tuvo que publicar la portada al completo dos días antes de lo previsto. Sweetener es el único disco de Grande hasta la fecha con una portada a color. Ariana explicó que esto se debe a que "es un nuevo capítulo. Por primera vez mi vida también está a color" El 26 de junio, Grande compartió mediante sus redes sociales el tema que abre el álbum, "Raindrops" en su totalidad.

## Portada
La portada de Sweetener fue desvelada por Grande en sus redes sociales el 18 de junio de 2018. Esta es la primera portada de un álbum de Grande a color e invertida 180 grados. En junio de 2018, Grande justificó el color de la portada diciendo: "es un nuevo capítulo. la portada del álbum está a color ya que por primera vez en mucho tiempo mi vida también lo está". En lo referente a la inversión de la fotografía, el concepto es el siguiente. Al poner la portada del derecho, es decir, de manera original y leyendo de la manera occidental, se puede deducir que mientras la cantante daba sus pasos se ha topado con una pared amarillenta siendo esta un obstáculo en su libre camino. Sin embargo, al darle la vuelta pero siguiendo leyéndola del mismo modo, se puede ver como a Grande se le ha abierto un nuevo camino por el que dar sus pasos. La portada lleva la etiqueta de contenido explícito, al igual que su anterior álbum Dangerous Woman (2016). Existe una versión de Sweetener sin dicha etiqueta que incluye versiones limpias de algunas de estas canciones sin lenguaje soez. La portada fue posteriormente nombrada por Billboard como una de las mejores de todos los tiempos; "La confusión dulce y sin pretensiones de la imagen también se ajustó al cambio musical del conjunto reflexivo, delirante y pesado de R&B".

## Recepción crítica
Sweetener ha recibido la aclamación universal por parte de la crítica experta, de acuerdo con el recopilador de críticas Metacritic. Los críticos elogiaron la capacidad vocal y la madurez de Grande presente en las canciones y su estilo más hip-hop. Fue nombrado por Billboard como el mejor álbum musical del 2018; "A medida que continúa el debate sobre la vida útil del formato del álbum, lo cierto es que cada vez es más raro ver a un artista importante crear un cuerpo de trabajo tan cohesivo y personal. Y, sin embargo, Sweetener archivó sucintamente este período crucial en la vida de Grande de la manera en que solo un álbum adecuado podría hacerlo: a través de su dolor y ansiedad, tanto dentro como fuera del amor, el LP ofreció un asiento de primera fila para todo, permitiendo a sus fans ver que es posible tropezar y lastimarse y aun así emerger más fuerte y seguro de sí mismo que nunca. Su vida puede haber dado un vuelco, pero siempre ha estado en la cima". Y también fue elogiado por Pitchfork, donde fue catalogado como el mejor álbum pop del 2018; "es una oda de diva clásica y convincente a la resiliencia,narra su vida personal tan de cerca que es básicamente un capítulo de sus memorias. Si Sweetener no fue suficiente para levantar todo el pop en 2018, fue, para aquellos de nosotros que buscamos nuestra propia salvación dentro del género, un subidón de azúcar muy necesario.." Pitchfork no sólo habló de la calidad del LP, sino también de lo crucial que fue para la supervivencia del género; "De alguna manera, el pop de gran presupuesto quedó atrapado en el purgatorio en 2018. El rap dominó las listas de éxitos y jóvenes como Troye Sivan, Billie Eilish y Normani no cruzaron el umbral del "nombre familiar"; muchos de los pesos pesados, los Katys y Rihannas y Biebers, no hicieron mucho. Y, sin embargo, Ariana Grande ascendió por completo al Monte Olimpo con Sweetener, un álbum lleno de graneros pero también de tremenda personalidad e incluso patetismo". Y para coronar también fue elogiado por Premios Grammy, donde se premió al trabajo de Grande con el codicioso galardón "Mejor Album Pop Vocal".

## Rendimiento comercial
El álbum debutó en el #1 del Billboard 200 con 231,000 mil copias vendidas en su primera semana, donde 127,000 fueron ventas físicas tradicionales. El álbum hasta el momento ha distribuido 3,130,000 millones de copias y 6,2millones de copias con ventas combinadas de físico-stream-ventas digitales.

### Sencillos
- No Tears Left to Cry

Grande se mantuvo en silencio en todas sus redes sociales durante aproximadamente 4 meses después de publicar en Instagram por última vez el 31 de diciembre de 2017, cuando compartió un fragmento de una canción del álbum que se desconocía en dicho momento. El único medio que estaba publicando era a través de sus historias de Instagram. El 17 de abril de 2018, Grande rompió su silencio al compartir un adelanto del primer sencillo del álbum, "No Tears Left to Cry", el cual se lanzó el 20 de abril de 2018, junto con su respectivo vídeo musical dirigido por Dave Meyers.  El sencillo debutó y alcanzó el número tres en el Billboard Hot 100, convirtiéndose en el noveno Top 10 de Grande en dicha lista y en el sexto sencillo de la artista en debutar entre los 10 primeros puestos de la lista, empatando a Grande con Lady Gaga y Rihanna en el sexto lugar entre los artistas musicales con los 10 mejores debuts en la lista. El sencillo convirtió a Grande en la primera artista en los 59 años de historia de Billboard en debutar entre los 10 primeros puestos de la lista con el primer sencillo de cada uno de sus primeros cuatro álbumes. Grande presentó «No Tears Left to Cry» dos veces en el Tonight Show con Jimmy Fallon el 1 y 14 de mayo. También abriendo la ceremonia de los Premios Billboard el 20 de mayo siendo su actuación una de las mejores reseñadas por la crítica. El 2 de junio la interpretó en el festival Wango Tango en el Bank of California Stadium.
- God Is a Woman

A principios del mes de junio la cantante confirmó que estaba trabajando ya en material visual para el segundo sencillo del álbum. Mediante interacciones en redes sociales, especialmente Twitter, ella misma confirmó que dicho material era parte del vídeo musical para el tema "God Is a Woman" el cual había sido escogido para ser el segundo sencillo oficial de Sweetener. El 28 de junio de 2018 Grande confirmó en Twitter que God Is a Woman sería el próximo segundo sencillo de Sweetener. El lanzamiento del sencillo estaba previsto para el 20 de julio de 2018. Sin embargo, el 11 de julio Grande desveló que el lanzamiento de "God Is a Woman" se adelantaba siete días. El tema debutó en la décimo-primera posición del Billboard Hot 100 y llegó a la 8 posición de dicho conteo siendo este el décimo top 10 de Ariana Grande . Además alcanzó el top 5 de las listas de éxitos de Australia, Canadá, Grecia y Reino Unido entre otros.
- Breathin

Fue escrita por Grande, Ilya Salmanzadeh, Peter Svensson, Savan Kotecha y producida por Salmanzadeh. Líricamente, es una canción pop-house con influencias de la música disco que habla sobre la ansiedad y el estrés. La canción obtuvo un buen recibimiento comercial desde el lanzamiento del álbum logrando posicionarse en el número dos de la lista mundial de iTunes y se posicionó en el puesto número uno en iTunes de 13 países. Asimismo, debutó en el puesto número 8 de la lista UK Singles Chart de Reino Unido, logrando esto sin ser un sencillo de Sweetener. El 10 de octubre de 2018 sin embargo, la cantante publicó el video promocional de la canción junto a su cerdito mascota, lanzándola como el tercer sencillo oficial del álbum. Después, el 7 de noviembre de 2018, Grande lanzó el vídeo oficial de "breathin", en este dio pistas de canciones que se incluirán en su siguiente trabajo discográfico Thank You, Next.

### Sencillo promocional
Grande anunció el título del álbum en The Tonight Show con Jimmy Fallon el 1 de mayo de 2018. En esa misma fecha la cantante reveló 3 títulos de nuevas canciones, "The Light Is Coming", "Raindrops" y "God Is a Woman".  Seis días después la cantante anunció que dicho tema sería el siguiente en ser lanzado. Al final de su actuación de Grande en la apertura de los Billboard Music Awards, en la pantalla se proyectaron las palabras "The Light Is Coming". El 27 y 29 de mayo publicó algunos adelantos del tema vía sus redes sociales. Finalmente, en una entrevista tras su actuación en Wango Tango, Grande confirmó que "The Light Is Coming" sería estrenada el 20 de junio de 2018 junto al pre-orden del disco. En su entrevista con The FADER, Grande reveló que audicionó a ocho raperos diferentes para la canción antes de recurrir a Minaj. En una entrevista con British Vogue se reveló que el rapero inglés Skepta iba a aparecer en el álbum Sweetener de Grande. Se cree que Skepta fue originalmente una de las opciones para "The Light Is Coming". El vídeo musical para el tema fue estrenado en la página web de Reebok doce horas después del estreno de la canción como tal en plataformas digitales.

### The Sweetener Sessions
En junio de 2018, Grande expresó sus intenciones de organizar algunas sesiones de escucha exclusivas para promocionar el lanzamiento de Sweetener. El 6 de agosto, la cantante anunció una fiesta de pijamas donde ella misma y Zach Sang serían los anfitriones. Esta tomó lugar al día siguiente en Los Ángeles. En ella, múltiples fanes de Grande pudieron escuchar más de la mitad del álbum así como platicar con la cantante. El 8 de agosto, Grande anunció The Sweetener Sessions (oficialmente American Express x Ariana Grande: The Sweetener Sessions) una serie de tres conciertos patrocinados por American Express muy parecidos a la fiesta con Sang. Esta serie de conciertos serán llevados a cabo en Nueva York (tras su interpretación en los MTV Video Music Awards), Chicago y Los Ángeles el 20, 22 y 25 de agosto respectivamente. Un Sweetener Session en Londres será anunciado próximamente. El 10 de agosto, Grande anunció que sería la anfitriona de una fiesta de lanzamiento virtual de Sweetener el 16 de agosto, tras su aparición en The Tonight Show.

#### Fechas
| Fecha                   | Ciudad      | Recinto                  |
| 7 de agosto de 2018     | Los Ángeles | Estudios Zach            |
| 16 de agosto de 2018    | Nueva York  | Fiesta virtual desde NYC |
| 20 de agosto de 2018    | Nueva York  | Irving Plaza             |
| 22 de agosto de 2018    | Chicago     | The Vic Theatre          |
| 25 de agosto de 2018    | Los Ángeles | Ace Theater              |
| 4 de septiembre de 2018 | Londres     | KOKO                     |

### Sweetener World Tour
Grande anunció en octubre de 2018 una gira mundial, que dio inicio el 18 de marzo de 2019 en Albany, Estados Unidos, para promocionar el álbum.

## Lanzamiento
El 1 de mayo de 2018 la cantante confirmó que haría algo especial el día 20 de cada mes hasta el lanzamiento de Sweetener. Ella misma comentó que solamente quedaban tres "días 20" hasta que "la gran cosa" saliera al mercado. Esto llevó a tanto fanáticos de la cantante como a la prensa a pensar que este nuevo álbum se lanzaría el 20 de julio de 2018, siendo lanzado en día viernes. Sin embargo, Grande confirmó mediante la red social Instagram el 6 de mayo que el lanzamiento del disco estaba programado para el mes de agosto cuando le dio me gusta a un comentario que decía: "da me gusta a este comentario si Sweetener será lanzado en agosto". A finales de ese mismo mes, volvió a aclararlo en la revista The Fader. El 2 de junio, en una entrevista posterior a su actuación en el festival Wango Tango, Grande reveló que el 20 de junio, su álbum estaría disponible a modo de preventa junto al lanzamiento de "The Light Is Coming". 
Después de la muerte de su exnovio, el rapero Mac Miller, Grande atravesó una crisis emocional con el comediante Pete Davidson, quienes cancelaron su compromiso en octubre de 2018, y más tarde terminaron su relación.
El 25 de octubre Ariana, a través de sus redes sociales y su página web, anunció su nueva gira mundial promocional “Sweetener World Tour” lanzando las fechas para Estados Unidos y Canadá. Este tour comenzará en mayo de 2019 y muy pronto se sabrán las fechas para Europa, Latinoamérica y el resto del mundo.

## Lista de canciones
| N.º   | Título                                  | Escritor(es)                                                                                              | Productor(es)            | Duración |  |
| 1.    | «Raindrops (An Angel Cried)»            | Grande · Bob Gaudio · Charlie Calello                                                                     | Max Martin               | 0:37     |  |
| 2.    | «Blazed» (con Pharrell Williams)        | Grande · Maxine Colon · Pharrel Williams                                                                  | Williams                 | 3:16     |  |
| 3.    | «The Light Is Coming» (con Nicki Minaj) | Grande · Maraj · Williams                                                                                 | Williams                 | 3:48     |  |
| 4.    | «R.E.M.»                                | Grande · Williams                                                                                         | Williams                 | 4:02     |  |
| 5.    | «God Is a Woman»                        | Max Martin · Savan Kotecha · Grande · Ilya Salmanzadeh · Rickard Göransson                                | Ilya                     | 3:17     |  |
| 6.    | «Sweetener»                             | Grande · Williams                                                                                         | Williams                 | 3:28     |  |
| 7.    | «Successful»                            | Grande · Williams                                                                                         | Williams                 | 3:47     |  |
| 8.    | «Everytime»                             | Grande · Ilya · Martin · Kotecha                                                                          | Ilya · Martin            | 2:52     |  |
| 9.    | «Breathin»                              | Grande · Ilya · Peter Svensson                                                                            | Ilya                     | 3:18     |  |
| 10.   | «No Tears Left to Cry»                  | Ariana Grande · Max Martin · Ilya · Savan Kotecha                                                         | Max Martin, Ilya         | 3:25     |  |
| 11.   | «Borderline» (con Missy Elliott)        | Grande · Williams · Melissa Elliott                                                                       | Williams                 | 2:57     |  |
| 12.   | «Better Off»                            | Grande · Brittany Hazzard · Chauncey Hollis · Kim "Kaydence" Krysiuk · Brian Malik Baptiste · Tommy Brown | TBHits                   | 2:51     |  |
| 13.   | «Goodnight n Go»                        | Grande · Imogen Heap · Michael Foster · Victoria McCants · Brown · Charles Anderson                       | TBHits · Magi · Anderson | 3:09     |  |
| 14.   | «Pete Davidson»                         | Grande · Brown · Anderson · MacCants                                                                      | TBHits · Anderson        | 1:13     |  |
| 15.   | «Get Well Soon»                         | Grande · Williams                                                                                         | Williams                 | 5:22     |  |
| 47:25 |                                         | |                          |          |  |

## Posicionamiento en listas
| Listas (2018)                       | Mejor posición |
| ----------------------------------- | -------------- |
| Alemania (Offizielle Top 100)       | 3              |
| Argentina (CAPIF)                   | 1              |
| Australia (ARIA)                    | 1              |
| Austria (Ö3 Austria)                | 4              |
| Bélgica (Ultratop flamenca)         | 1              |
| Bélgica (Ultratop valona)           | 1              |
| Canadá (Billboard Canadian Albums)  | 1              |
| Dinamarca (Hitlisten)               | 2              |
| Estados Unidos (Billboard 200)      | 1              |
| Escocia (OCC)                       | 1              |
| España (PROMUSICAE)                 | 1              |
| Finlandia (Suomen Virallinen Lista) | 1              |
| Francia (SNEP)                      | 2              |
| Hungría (MAHASZ)                    | 6              |
| Italia (FIMI)                       | 1              |
| Japón (Oricon)                      | 5              |
| México (Top 100)                    | 1              |
| Noruega (VG-lista)                  | 1              |
| Nueva Zelanda (RMNZ)                | 1              |
| Países Bajos (Album Top 100)        | 1              |
| Polonia (ZPAV)                      | 1              |
| Portugal (AFP)                      | 1              |
| Reino Unido (UK Albums Chart)       | 1              |
| República Checa (ČNS IFPI)          | 1              |
| Suecia (Sverigetopplistan)          | 1              |
| Suiza (Schweizer Hitparade)         | 1              |

## Certificaciones
| País           | Organismo certificador | Certificación | Ventas certificadas | Ref.    |
| -------------- | ---------------------- | ------------- | ------------------- | ------- |
| Australia      | ARIA                   | Platino       | 70 000              | [ 104 ] |
| Brasil         | Pro-Música Brasil      | Oro           | 20 000              | [ 105 ] |
| Canadá         | Music Canada           | Platino       | 80 000              | [ 106 ] |
| Dinamarca      | IFPI Dinamarca         | Oro           | 10 000              | [ 107 ] |
| Estados Unidos | RIAA                   | 2x Platino    | 2 000 000           | [ 108 ] |
| España         | PROMUSICAE             | Oro           | 20 000              | [ 109 ] |
| Francia        | SNEP                   | Oro           | 50 000              | [ 110 ] |
| Italia         | FIMI                   | Oro           | 25 000              | [ 111 ] |
| México         | AMPROFON               | Oro           | 30 000              | [ 112 ] |
| Nueva Zelanda  | RMNZ                   | Platino       | 15 000              | [ 113 ] |
| Reino Unido    | BPI                    | Oro           | 100 000             | [ 114 ] |
| Suecia         | IFPI                   | Oro           | 20 000              | [ 115 ] |

## Historial de lanzamiento
| Región      | Fecha                 | Formato                       | Discográfica                    | Ref. |
| ----------- | --------------------- | ----------------------------- | ------------------------------- | ---- |
| Varios      | 17 de agosto de 2018  | CD Descarga digital Streaming | Republic Records Island Records |      |
| Reino Unido | 21 de agosto de 2018  | Casete                        | Island Records                  |      |
| Varios      | 15 de octubre de 2018 | Casete                        | Republic                        |      |
| Varios      | Noviembre de 2018     | LP                            | Republic                        |      |